# Robledo (Anayo)
Robledo (oficialmente, en asturiano: Robléu) es una aldea de la parroquia de Anayo, en el concejo de Piloña, del Principado de Asturias, España.
En el año 2016 tenía una población empadronada de 28 habitantes. Se encuentra a una altitud de 320 m a 9,10 km de la villa de Infiesto, capital del concejo.
Según el Catálogo Urbanístico de Piloña (2013), en la aldea se encuentran 6 horreos, 5 paneras, la capilla de Nuestra Señora de los Remedios y dos capillas de ánimas, del patrimonio cultural del concejo.
La capilla fue edificada en el siglo xviii bajo la advocación de San Isidro Labrador y actualmente está dedicada a Nuestra Señora de los Remedios, cuya festividad se celebra el primer domingo de septiembre.